# Bucephaloptera bolivari
Bucephaloptera bolivari är en insektsart som beskrevs av Karabag 1951. Bucephaloptera bolivari ingår i släktet Bucephaloptera och familjen vårtbitare. Inga underarter finns listade i Catalogue of Life.